# Battus devilliersii
Espèce
Battus devilliersii (synonyme : Battus devilliers) est une espèce de lépidoptères (papillons) de la famille des Papilionidae et de la sous-famille des Papilioninae.

## Taxonomie
Battus devilliersii a été décrit par Jean-Baptiste Godart en 1823 sous le nom de Papilio devilliers.

## Biologie

### Plantes hôtes
Les plantes hôtes de sa chenille sont des Aristoloches dont Aristolochia elegans.

## Distribution
L'espèce n'est présente qu'à Cuba et aux Bahamas.

## Philatélie
Ce papillon figure sur plusieurs émissions postales :
- 1972 : Cuba (valeur faciale 2 c.).
- 1994 : Bahamas (valeur faciale 55 c.).